# Del Plata Buenos Aires
Club Del Plata – argentyński klub piłkarski z siedzibą w mieście Buenos Aires.

## Osiągnięcia
- Wicemistrz Argentyny: 1921

## Historia
Klub Del Plata założony został w 1915 roku. W 1919 roku klub uzyskał awans do pierwszej ligi mistrzostw organizowanych przez federację Asociación Argentina de Football, a w swym debiucie w 1920 roku zajął 5. miejsce. W 1921 roku Del Plata zdobył tytuł wicemistrza Argentyny.
W 1922 roku było 4. miejsce, a w 1923 9. miejsce. W następnych latach Del Plata ani razu nie znalazł się w pierwszej dziesiątce. W 1927 roku zakończył się podział w argentyńskim futbolu, jednak Del Plata nie uzyskał prawa gry w nowej, połączonej pierwszej lidze. Klub nigdy już nie zdołał powrócić do najwyższej ligi Argentyny.
Del Plata spędził w pierwszej lidze 7 sezonów, w trakcie których rozegrał 145 meczów, odnosząc 57 zwycięstw, 26 meczów remisując i ponosząc 62 porażki. Klub uzyskał łącznie 140 punktów, zdobył 165 bramek i stracił 201 bramek.
Podczas turnieju Copa América 1922, gdzie Argentyna zajęła 4. miejsce, klub Del Plata wystawił do składu narodowej reprezentacji Julio Riveta.